# Pola Ayoub Matta Usama Shafik Akhnoukh
Pola Ayoub Matta Usama Shafik Akhnoukh (* 19. Februar 1971 in Asyut) ist ein ägyptischer koptisch-katholischer Geistlicher und Bischof von Ismayliah.

## Leben
Pola Ayoub Matta Usama Shafik Akhnoukh erlangte 1993 an der Universität Assiut einen Abschluss im Fach Soziale Arbeit. Anschließend studierte er Philosophie und Katholische Theologie am Priesterseminar Leo XIII. in Maadi. Am 27. Juni 2002 empfing Akhnoukh das Sakrament der Priesterweihe für die Eparchie Assiut.
Akhnoukh war zunächst als Pfarrer in Al-Nikheila tätig. 2005 wurde er nach Australien entsandt, wo er als Pfarrer der koptisch-katholischen Pfarreien in Melbourne und in Sydney wirkte. Später kehrte Akhnoukh in seine Heimat zurück und leitete fortan das Büro für die menschliche Entwicklung der Eparchie Assiut.
Die Synode der Bischöfe der koptisch-katholischen Kirche wählte ihn zum Bischof von Ismayliah. Diese Wahl bestätigte Papst Franziskus am 31. März 2023. Der koptisch-katholische Patriarch von Alexandria, Ibrahim Isaac Sidrak, spendete ihm am 11. Mai desselben Jahres in der Markuskathedrale in Ismailia die Bischofsweihe; Mitkonsekratoren waren der Bischof von Assiut, Daniel Lotfy Khella, der Bischof von Luxor, Emmanuel Bishay, der Bischof von Minya, Basilios Fawzy Al-Dabe, der Bischof von Sohag, Thomas Halim Habib, der emeritierte Bischof von Ismayliah, Makarios Tewfik, sowie der maronitische Bischof von Kairo, Georges Chihane, der Apostolische Vikar von Alexandria in Ägypten, Claudio Lurati MCCJ, und der Apostolische Nuntius in Ägypten, Erzbischof Nicolas Thévenin.
Am 16. Dezember 2023 wurde er von Papst Franziskus zusätzlich zum Apostolischen Visitator für die koptischen Gläubigen in Kanada und den Vereinigten Staaten ernannt.